# Csen Csen (orvos)
Chen Zhen orvos, kutató, TCM (Traditional Chinese Medicine – Hagyományos Kínai Orvoslás) professzor; a Dr. Chen Patika termékek megalkotója.
1989-ben jött először Kínából Magyarországra Európa-Kína együttműködési projekt keretében, hogy előadásokat tartson a TCM-ről. Azt tapasztalta, hogy az európaiak nem fektetnek nagy hangsúlyt a betegségek megelőzésére, így azzal kezdett el foglalkozni, hogy népszerűsítse a hagyományos kínai gyógymódokat. Termékei a hagyományos gyógyászat bölcsességét és a modern táplálkozás és orvostudomány legújabb felfedezéseit ötvözik. Chen Zhen tanít több magyar és kínai egyetemen, valamint számos eseményen tart előadásokat. Sok időt fordít továbbá a gyógynövények magyarországi kutatására az európai lakosság egészségének támogatása érdekében.

## Fiatalkori évek
Ősi földbirtokos családból származik. Apja a hadseregben pilótaként, anyja pedagógusként dolgozott.
A fiatal Chen gyermekkora óta erőteljes érdeklődést tanúsított a virágok és a növények iránt, emellett a repülés is érdekelte. Azt remélte, hogy egyszer Nobel-díjasként ismeri meg a világ, ezért nagyon szorgalmasan tanult és kitűnő eredményeket szerzett a természettudományokban. Édesanyja és nagymamája betegsége is arra inspirálta, hogy közelebbi kapcsolatba kerüljön a gyógyászattal.

## Tanulmányok
Az akkoriban rendkívülien szigorú körülmények ellenére, 1978-ban sikeres felvételt nyert az orvosi egyetemre. Iskolai évei alatt beleszeretett a kórházi munkába. Kórházban dolgozott, és élt, ahol hagyományos és modern orvosi eszközökkel is gyógyított; este egy patikában ügyelt. Már egyetemi évei alatt jól beszélt angolul, így diplomáciai ügyekben professzorai mindig őt kérték fel. Orvosi és gyógyszerészi diplomáját is ezen 11 év alatt szerezte meg.

## Magyarországi tevékenység
1989-ben egy orvoscsoporttal jött először Magyarországra Európa-Kína együttműködési projekt keretében, hogy az akkoriban még ismeretlen TCM-ről és akupunktúráról tartsanak előadásokat. Chen Zhent egészen meglepte, hogy mennyire kedvesek, nyitottak az emberek, ugyanakkor milyen keveset tudnak a természetgyógyászatról és a betegségmegelőzésről. Megfigyelte továbbá, hogy a nyugati gyógymódok nagyban eltérnek az ő általa ismert kínai gyógymódoktól. A nyugati gyógymód a gyógyszerekre, míg a TCM a gyógynövények alkalmazásán alapszik.

## Cégalapítás, jelenlegi kutatások
Habár a közös klinikai projekt 1992-ben véget ért, Chen Zhen nem adta fel itteni misszióját, miszerint megismertesse a gyógynövények jótékony hatásait: kutatótársával, Dános Béla gyógynövénykutató professzorral közel 150 kínai gyógynövény azonosítását végezték el az ELTE-n (Eötvös Loránd Tudományegyetem). Családi kooperációban folytatta tovább tevékenységét. Bár ez nem volt könnyű akkoriban, mert a nyugati világ erős szkeptikussággal viszonyult a keleti és az alternatív gyógyászat iránt, valamint nem fordítottak kellő figyelmet a prevencióra. 1990-1994 között több szakhatóság külső tanácsadójaként dolgozott.
A kezdeti akadályok ellenére 1994-ben beindította vállalkozását, az Oriental Herbs Kft-t és forgalmazni kezdte a Dr. Chen Patika termékeket. Olyan innovatív termékeket fejlesztett, amelyek a hagyományos alapelvekre épülnek és tudományosan igazolt összetevőket tartalmaznak. Jelentős figyelmet fordított arra, hogy termékei íz, forma és EU standardok szempontjából korszerűek legyenek, és egyben megfeleljenek a modern életmód elvárásainak.
Napjainkra sokkal elfogadottabbá vált a Hagyományos Kínai Orvoslás. 2003-ban mint tudomány nyert elismerést az MTA (Magyar Tudományos Akadémia) nyilatkozatával. Immár az Európai Unió is fontos szerepet tulajdonít ezen tudománynak az európai egészségügyben, valamint hivatalos tantárgyként is oktatják az egyetemen. A TCM elfogadtatásában meghatározó szerepet töltött be Chen Zhen, aki több magyar egyetem oktatójaként, Közép-Európai Kínai Orvosi és Gyógyszerészeti Közhasznú Egyesület Elnökeként, valamint a Kínai Hagyományos Gyógyászat Európai Kamarájának (ECC-TCM) elnökségi tagjaként népszerűsíti e tudományban rejlő lehetőségeket.
Jelenleg egy kutatócsoporttal azon dolgozik, hogy "megrajzolhassa" Európa gyógynövénytérképét és megtalálja a lehető legtöbb kínai növény magyar megfelelőjét, hiszen jó részük Európában nem honos. Eddig 56 teljesen azonos gyógynövénypárt találtak. Az Európai Unió döntéshozóival folytatott megbeszéléseken szorgalmazza a két kultúra közötti közeledést és az együttműködés támogatását. Ő írta az első olyan könyvet, amely magyar nyelven átfogó képet ad olvasójának a gyógynövényekről a Hagyományos Kínai Orvoslásban. Jelenleg is több neves egyetem (Eötvös Loránd Tudományegyetem /Magyarország/, Oxfordi Egyetem /Anglia/, Hebei Egyetem /Kína/) kutatóival folytat kutatásokat tumor, diabetes, szív és érrendszeri betegségek témájában.

## Díjak, kitüntetések
- 2008. október 12.: Az International Committee for Monitoring Assisted Reproductive Technology (ICMART), a Nemzeti Kutatási és Technológiai Hivatal (NKTH) és a Magyar Akupunktúra Orvosok Társasága (MAOT) díjban részesítette A Kínai-Magyar TCM kapcsolatok ápolásában és fejlesztésében kifejtett több évtizedes szakmai munkájáért.
- 2006. január 24.: Az Európai Ügyekért Felelős Tárca Nélküli Miniszter és a Nemzeti Fejlesztési Hivatal „Az Egyenlő Esélyekért” szakmai díjban részesítette.

### Könyvek
- Dr. Chen Zhen: A gyógyító kínai konyha – Válogatás ötezer év hagyományos gyógyító receptjeiből, ISBN 963 204 235 2, Oriental Herbs Kft., Budapest, 2011.
- Dr. Chen Zhen: Gyógynövények a hagyományos kínai orvoslásban, ISBN 978 963 226 389 2, Medicina Könyvkiadó Zrt., Budapest, 2012.